# Jukkokutōge-Standseilbahn
| Ansicht der Talstation (2024) |                      |                                  |                                  |
| Streckenlänge: | 0,316 km             |                                  |                                  |
| Spurweite: | 1435 mm (Normalspur) |                                  |                                  |
| Maximale Neigung: | 408 ‰                |                                  |                                  |
| |                      |                                  |                                  |
| Höhenunterschied: | 101 m                |                                  |                                  |
| Gesellschaft: | Fuji Kyūkō           |                                  |                                  |
| \| \| 0,000 \| Jukkoku-noboriguchi (十国登り口) \| Jukkoku-noboriguchi (十国登り口) \| \| \| \| \| \| \| \| \| Ausweiche \| \| \| \| \| \| \| \| \| 0,316 \| Jukkoku-tōge (十国峠) \| Jukkoku-tōge (十国峠) \| |                      |                                  |                                  |
| Kopfbahnhof Streckenanfang | 0,000                | Jukkoku-noboriguchi (十国登り口) | Jukkoku-noboriguchi (十国登り口) |
| Strecke |                      |                                  |                                  |
| |                      | Ausweiche                        |                                  |
| Strecke |                      |                                  |                                  |
| Kopfbahnhof Streckenende | 0,316                | Jukkoku-tōge (十国峠)            | Jukkoku-tōge (十国峠)            |

Die Jukkokutōge-Standseilbahn (jap. 十国峠ケーブルカー, Jukkokutōge Kēburukā; engl. Jukkokutōge Cable Car) ist eine Standseilbahn in Japan. Sie befindet sich auf dem Gebiet der Gemeinde Kannami in der Präfektur Shizuoka. Betrieben wird sie von der Jukkokutōge kabushiki-gaisha, einem Unternehmen des Konzerns Fuji Kyūkō.

## Beschreibung
Die Talstation befindet sich neben einer Raststätte an der Hauptstraße von Atami nach Hakone. Von dort aus führt die Bahn geradlinig zum 766 m hohen Jukkoku-tōge („Zehn-Länder-Pass“) hinauf. Dieser Pass – eigentlich ein Berggrat am Übergang zwischen der Südflanke des Vulkans Hakone und der Izu-Halbinsel – ist so benannt, weil von dort aus Gebiete in zehn historischen Provinzen zu sehen sind, darunter der Fuji, die Suruga-Bucht, die Miura-Halbinsel und der Tokyo Skytree. Die eingleisige Strecke mit Ausweiche ist 316 m lang und überwindet einen Höhenunterschied von 101 m, die maximale Neigung beträgt 408 ‰. In Betrieb ist die Bahn täglich von 8:50 Uhr bis 16:50 Uhr, wobei die beiden Wagen (Fassungsvermögen je 96 Personen) üblicherweise im Zehnminutentakt verkehren; eine Fahrt dauert drei Minuten.

## Geschichte
Eröffnet wurde die Standseilbahn am 16. Oktober 1956 durch die Bahngesellschaft Sunzu Tetsudō (1957 in Izuhakone Tetsudō umbenannt). Die Antriebsanlage und die Wagen stammten von der Myōken-Standseilbahn in Kawanishi (Präfektur Hyōgo). Diese war 1925 eröffnet worden, musste aber 1944 stillgelegt werden, damit die Schienen an kriegswichtigen Orten verwendet werden konnten. Bis zum Wiederaufbau im Jahr 1960 war die Jukkokutōge-Standseilbahn fast vier Jahre lang die einzige in Japan mit der Normalspurweite von 1435 mm, üblich ist die Kapspur (1067 mm). Als Betriebsteil der Izuhakone Tetsudō gehörte die Jukkokutōge-Standseilbahn ursprünglich zur Seibu Group. Am 1. Februar 2022 ging die Bahn in den Besitz des Konzerns Fuji Kyūkō über.

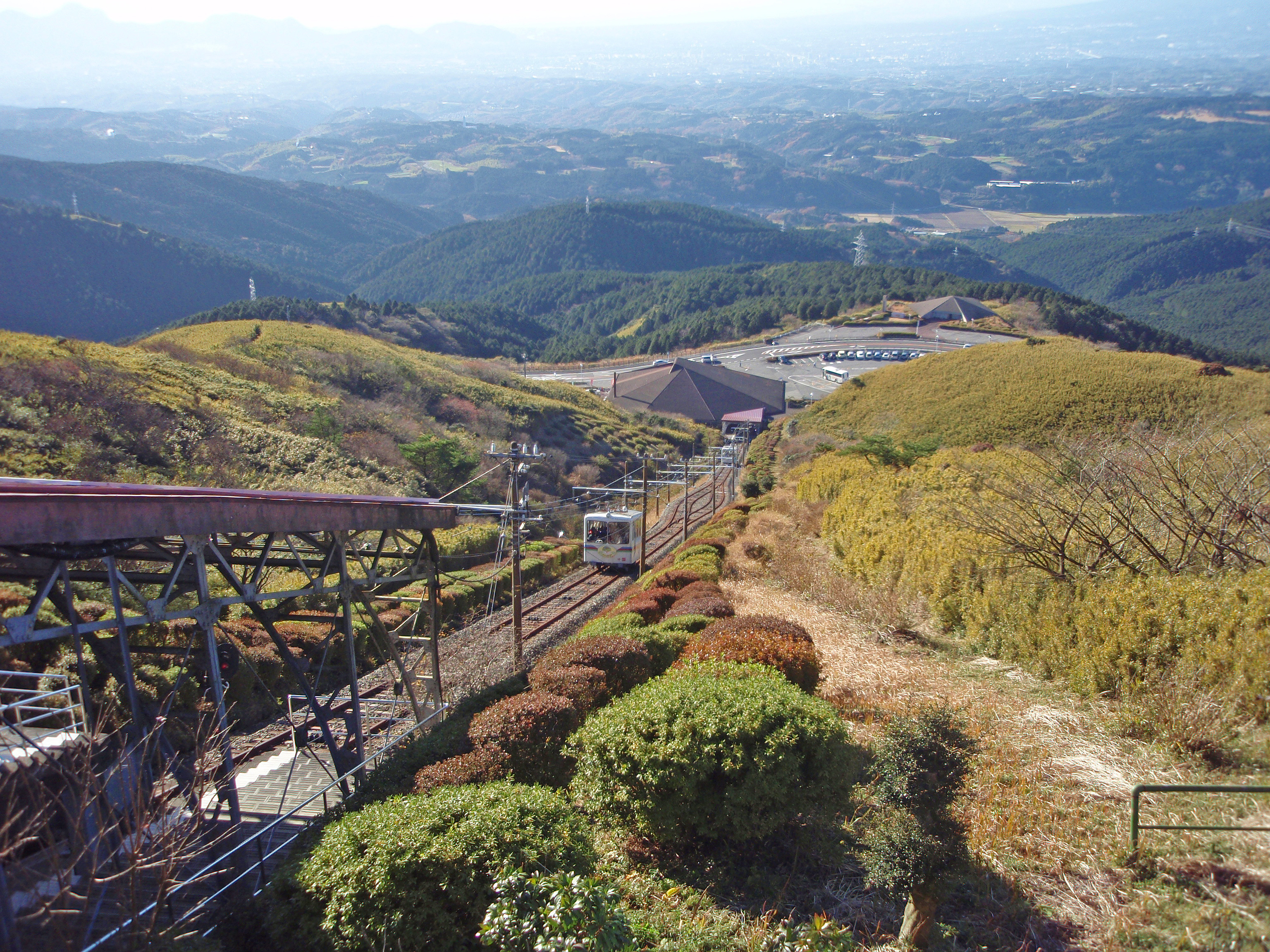
Ansicht von oben
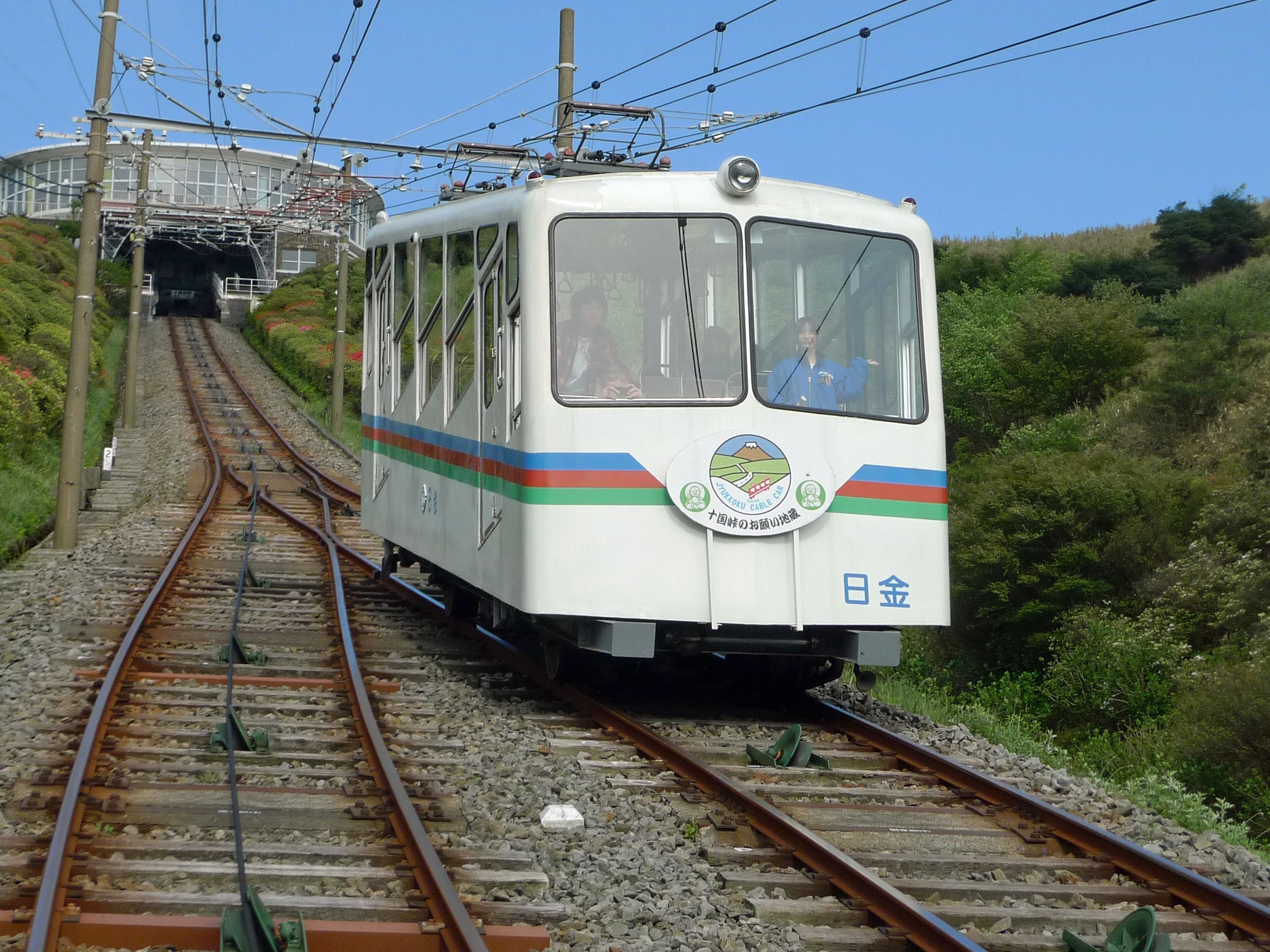
Wagen in der Ausweiche
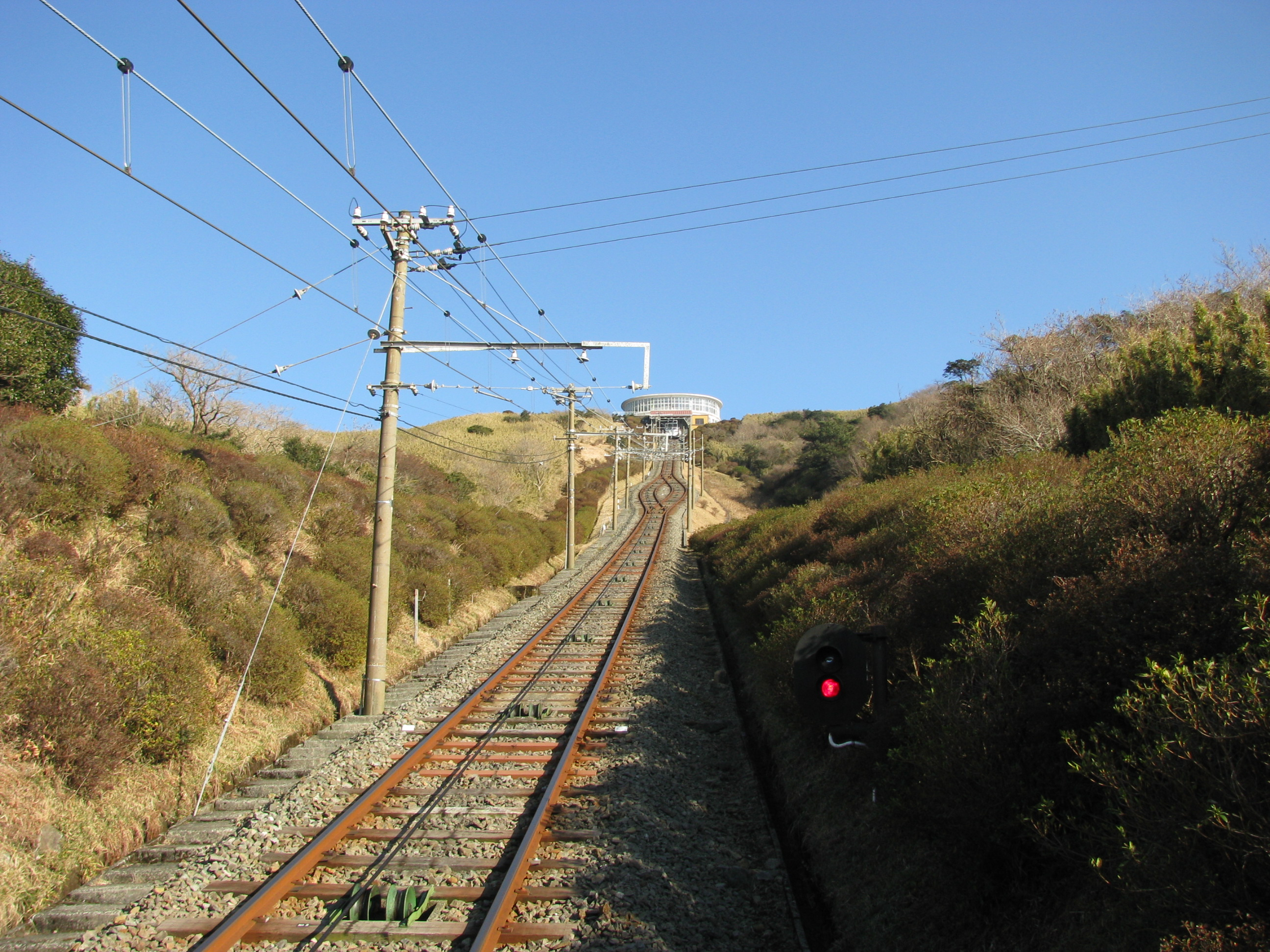
Blick zur Bergstation
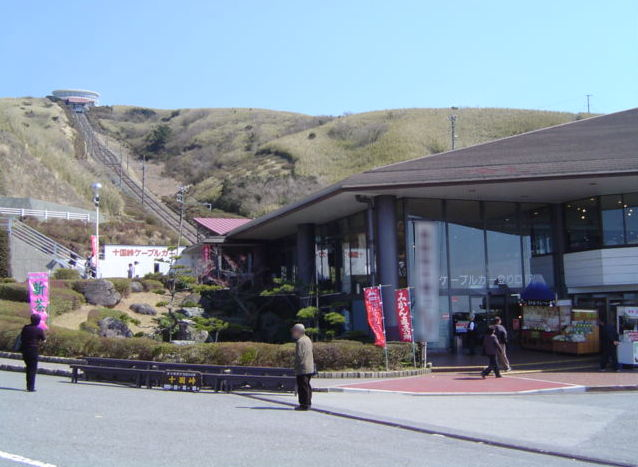
Talstation
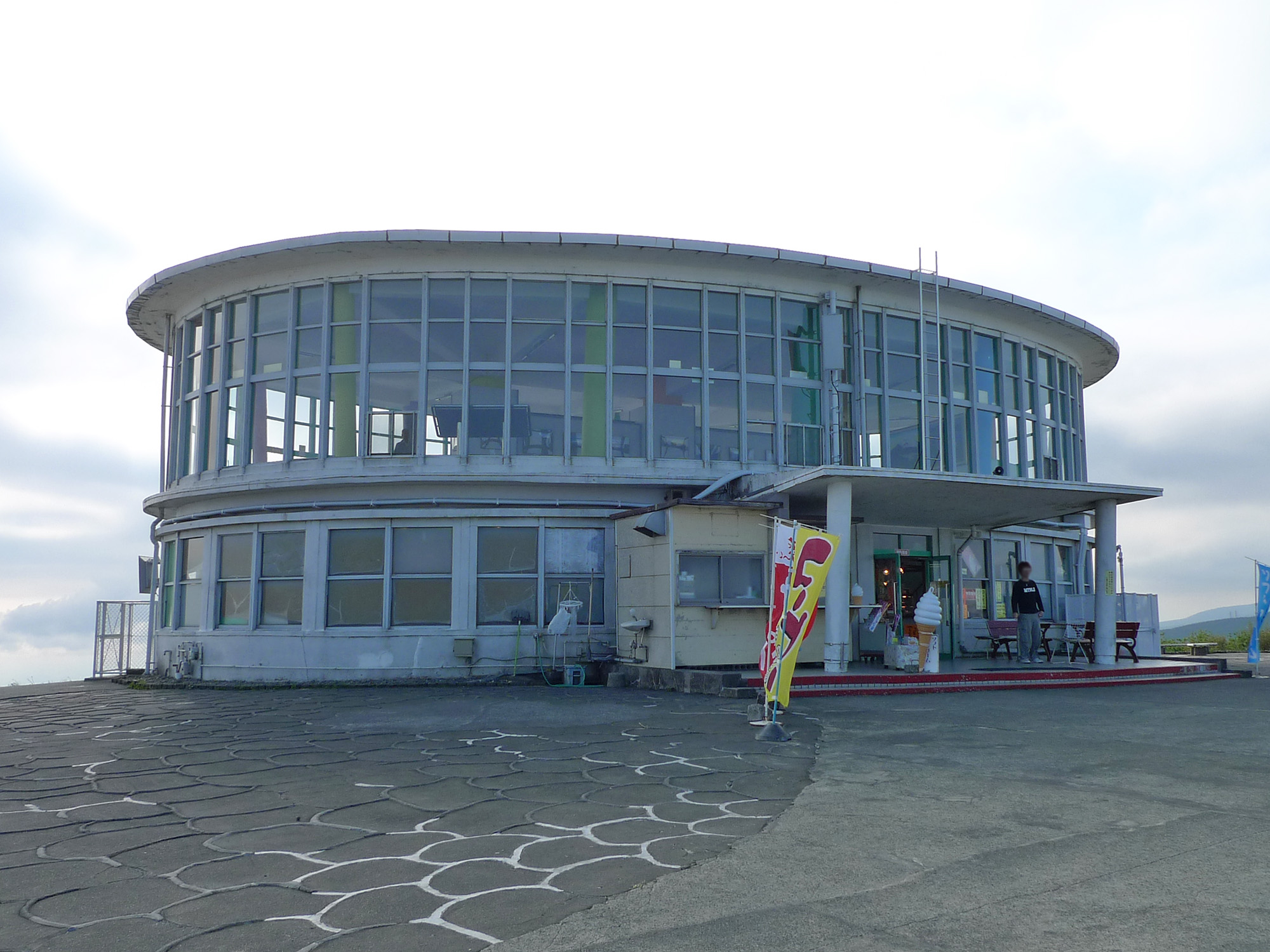
Bergstation